# تن‌فروشی در کامبوج
تن‌فروشی در کامبوج غیرقانونی اما شایع است. نشان داده شده که قانونی که در سال ۲۰۰۸ در کامبوج در مورد سرکوب قاچاق انسان و بهره‌کشی جنسی وضع شده، با نگرانی‌های بین‌المللی در مورد نقض حقوق بشر ناشی از آن مانند آنچه در گزارش دیده‌بان حقوق بشر در سال ۲۰۱۰ به‌شکل خلاصه گفته شد، بحث‌انگیز است.
در سال ۲۰۱۶، برنامه مشترک ملل متحد در زمینه ایدز تخمین زد که ۳۴٬۰۰۰ تن‌فروش در این کشور باشند که بسیاری از آن‌ها از ویتنام می‌آیند.